# Павел Павлов (артилерийски офицер)
Вижте пояснителната страница за други личности с името Павел Павлов.
Павел Тенев Павлов е български офицер, генерал-майор от артилерийско-инженерното ведомство.

## Биография
Павел Павлов е роден на 29 юни 1870 г. в Харманли. През 1889 г. завършва Военното на Негово Княжеско Височество училище, на 18 май е произведен в чин подпоручик и зачислен в артилерията. На 2 август 1892 г. е произведен в чин поручик, а от 1898 г. служи в 5-и артилерийски полк. Между 1898 и 1902 г. учи в Михайловградската артилерийска академия в Санкт Петербург, като през 1899 г. е произведен в чин капитан, а през 1905 г. в чин майор. През 1909 г. е назначен за началник на Артилерийския отдел при Школата за запасни подпоручици. От 1911 г. е помощник-командир на Софийския крепостен батальон. През Балканските войни е командир на артилерийско отделение в 4-ти нескорострелен артилерийски полк, като на 15 октомври 1912 г. е произведен в чин подполковник. През януари 1915 г. е назначен за командир на Видинския тежък крепостен артилерийски полк, а на 15 октомври е произведен в чин полковник, като от същия месец е командир на трети тежък артилерийски полк. От 1916 до 1917 г. е командир на първа тежка полска артилерийска бригада. След това е началник на тежката полска артилерия. Излиза в запас на 27 октомври 1919 година.
По време на военната си кариера служи в 21-ви пехотен средногорски полк и 3-ти артилерийски полк.
Генерал-майор Павел Павлов е убит при Атентата в църквата Св. Неделя.

## Военни звания
- Подпоручик (18 май 1889)
- Поручик (2 август 1892)
- Капитан (1895)
- Майор (1905)
- Подполковник (15 октомври 1912)
- Полковник (15 октомври 1915)
- Генерал-майор (1919)

## Награди
- Военен орден „За храброст“ IV степен 1 и 2 клас
- Орден „Св. Александър“ III степен и IV степен с мечове по средата
- Народен орден „За военна заслуга“ V клас на обикновена лента
- Орден „За заслуга“ на обикновена лента